# Göttinger Weihnachtsmarkt
Der Göttinger Weihnachtsmarkt ist die größte regelmäßig stattfindende Veranstaltung in Göttingen. Spätestens nach der Verlängerung der Marktzeit über Weihnachten hinaus ist die Besucherzahl über 500.000 pro Jahr gestiegen. Vor dem Alten Rathaus, dem Markt und rund um die Marktkirche St. Johannis nehmen rund 80 Stände an der Veranstaltung vom Mittwoch nach Totensonntag (oder vor dem ersten Advent) bis 29. Dezember teil. An Heiligabend und an den Weihnachtsfeiertagen bleibt der Markt geschlossen.

## Geschichte

Der Göttinger Christmarkt vor 1901

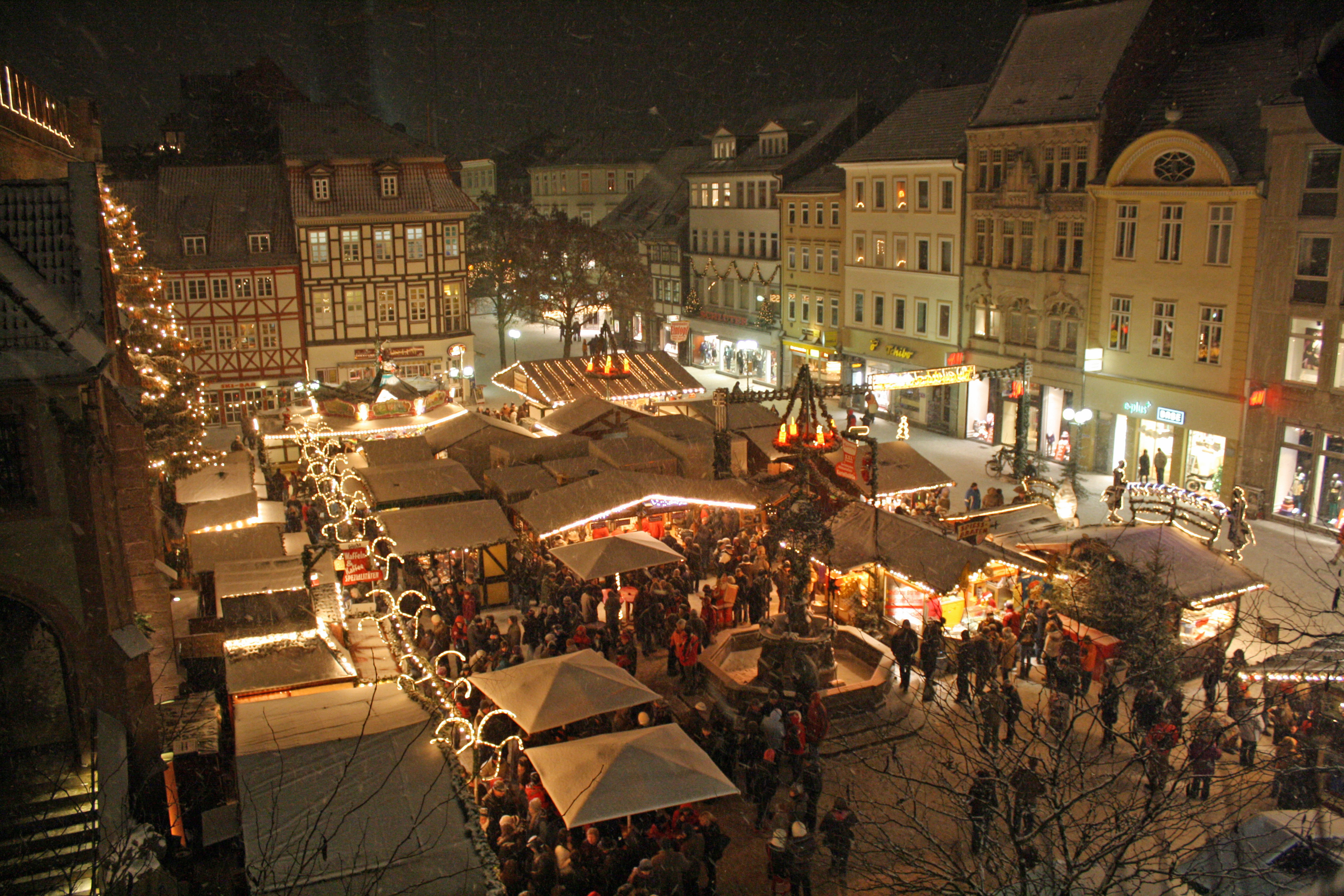
Weihnachtsmarkt vor dem Alten Rathaus (2009)

Erstmals erwähnt wird der Weihnachtsmarkt als Christmarkt in einem Beschwerdeschreiben des Geistlichen Ministeriums an den Magistrat der Stadt Göttingen vom 20. Dezember 1852: Die Sabbatruhe am Sonntag sei durch die Verkaufsbuden gestört. Der Markt ist aber wahrscheinlich einige Jahre älter. Im Jahre 1882 entzieht die Königliche Polizei der Marktpolizei für einige Jahre die Aufstellung der Marktstände, da sie für den Verkehr zuständig sei und so den Verkehrsbehinderungen durch den Christmarkt entgegenwirken könne. Dies führte zu einigen amtlichen Schriftwechseln. In dieser Zeit findet der Markt vom 18. bis 24. Dezember statt. Der Markt wird als „sogenannter Christmarkt“ erwähnt und soll schon in der Dienstzeit des Marktvoigtes Denecke (ab 1848) stattgefunden haben.
Der Christmarkt ist aus dem Wochenmarkt entstanden, der ganzjährig auf dem Marktplatz stattfand. Dies wird auch darin bestätigt, dass der Christmarkt in der Jahrmarktsatzung von 1856 keine Erwähnung findet und der letzte Jahrmarkt im Jahr von Donnerstag – Samstag nach „Simon und Judas Thaddäus“ (28. Oktober) stattfand, die Adventszeit galt ohnehin auch noch lange als Fastenzeit und war deshalb tabu für solches Treiben. Marktvoigt Klemm erwähnt in seinem Schreiben vom 21. Dezember 1885 an den Magistrat, dass ihm die Vergabe der Stände zum Christmarkt nach § 5 der Wochenmarktordnung von 1856 vor zwei Jahren durch den „Kommessair Peters“ von der Königlichen Polizei streitig gemacht worden sei.
In der Göttinger Zeitung taucht der Christmarkt ab dem 20. Dezember 1864 auf, meist mit Anzeigen zum Verkauf von Süß- und Backwaren zum Behängen der Christbäume. Der Christmarkt 1901 fand um den neuen Gänseliesel-Brunnen statt, welcher großzügig freigehalten wird, so dass die Tannenbaumverkäufer auf den Johanniskirchhof ausweichen müssen. In dieser Zeit findet der Markt vom 16. bis 24. Dezember statt; dies variierte aber in den folgenden Jahren. 1902 wird der Markt immer öfter Weihnachtsmarkt genannt, und es wird vom Verkauf von Weihnachtsbäumen gesprochen. Diese sind wie der Baumschmuck und Spielzeug immer noch die marktspeziellen Waren.
Nach dem Zweiten Weltkrieg fand der Weihnachtsmarkt wieder am Gänseliesel mit der Dauer von zwölf Tagen statt. Zu dieser Zeit kam die Bratwurst auf den Weihnachtsmarkt, auf den Glühwein muss noch bis 1980 gewartet werden. 1970 gründeten die Standbetreiber den Weihnachtsmarktverein, der von nun an die Stadtverwaltung bei der Ausrichtung des Marktes unterstützte. 1972 wurde der Weihnachtsmarkt auf 21 Tage verlängert, musste aber mit dem Image als Würstchenmarkt leben, weshalb der Verwaltungsausschuss die Bratwurststände auf zwei beschränkte. 1973 begann der Weihnachtsmarkt schon am Tag vor dem ersten Advent und war geöffnet bis zum 23. Dezember. Der Marktbeginn war in den 1980er-Jahren auch der Montag nach Totensonntag, und in den 1990ern wurde der Mittwoch nach Totensonntag fester Weihnachtsmarktbeginn.
1994 erfolgte mit Zustimmung der St. Johannisgemeinde die Erweiterung des Marktes auf den Johanniskirchplatz; ein Bühnenprogramm sowie eine große Krippe und ein Adventskalender wurden eingeführt. Die Anzahl der Stände wuchs danach stetig an: Waren es 1994 noch 32, so wurden 1995 40, 2000 74 und 2014 81 Weihnachtsmarktstände gezählt. Ein Grund für die Erweiterung war, dass der Kunsthandwerker-Weihnachtsmarkt am Nikolaikirchhof, der Christkindlmarkt, 1998 nach nur vier Jahren wieder aufgab. Damit konnten viele Kunsthandwerker für den Weihnachtsmarkt gewonnen werden.
2002 erfolgte die Verlängerung des Weihnachtsmarktes um drei Tage nach den Weihnachtsfeiertagen.
Im Jahr 2020 fiel der Weihnachtsmarkt wegen der Coronaviruspandemie aus.
Im Jahr 2021 wurde der Weihnachtsmarkt nach wenigen Tagen am 1. Dezember 2021 geschlossen.
Im Jahr 2022 findet der Göttinger Weihnachtsmarkt seit dem 21. November statt.